# (1884) Skip
(1884) Skip es un asteroide que forma parte del cinturón de asteroides y fue descubierto por Margueritte Laugier desde el Observatorio de Niza, Francia, el 2 de marzo de 1943.

## Designación y nombre
Skip recibió inicialmente la designación de 1943 EB1. Posteriormente se nombró en honor del astrónomo estadounidense Gunther «Skip» Schwartz (1924-2005).

## Características orbitales
Skip orbita a una distancia media de 2,425 ua del Sol, pudiendo alejarse hasta 3,06 ua y acercarse hasta 1,791 ua. Tiene una excentricidad de 0,2617 y una inclinación orbital de 21,83°. Emplea 1380 días en completar una órbita alrededor del Sol.